# Ralf König

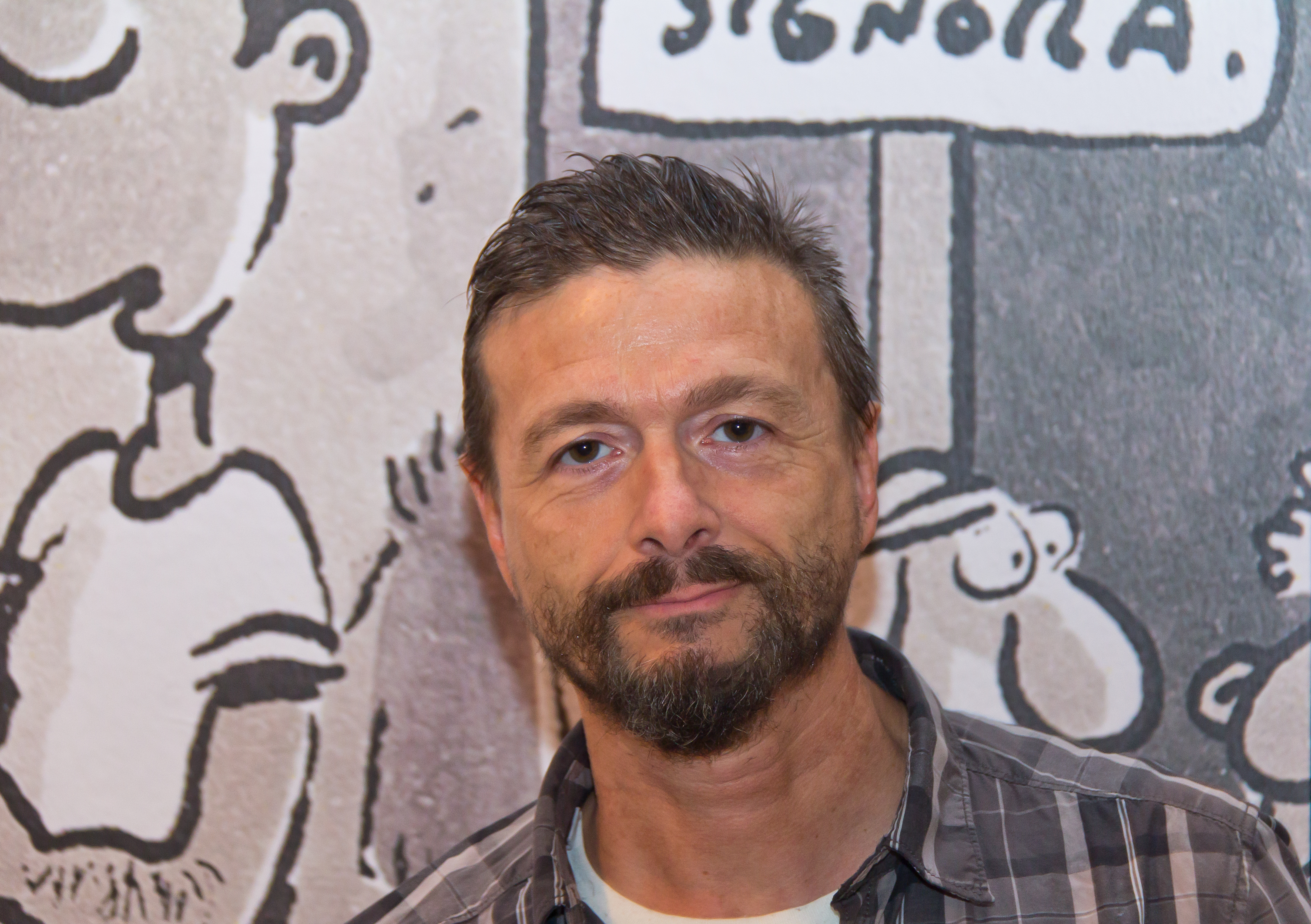
Ralf König im Kölnischen Stadtmuseum, 2012

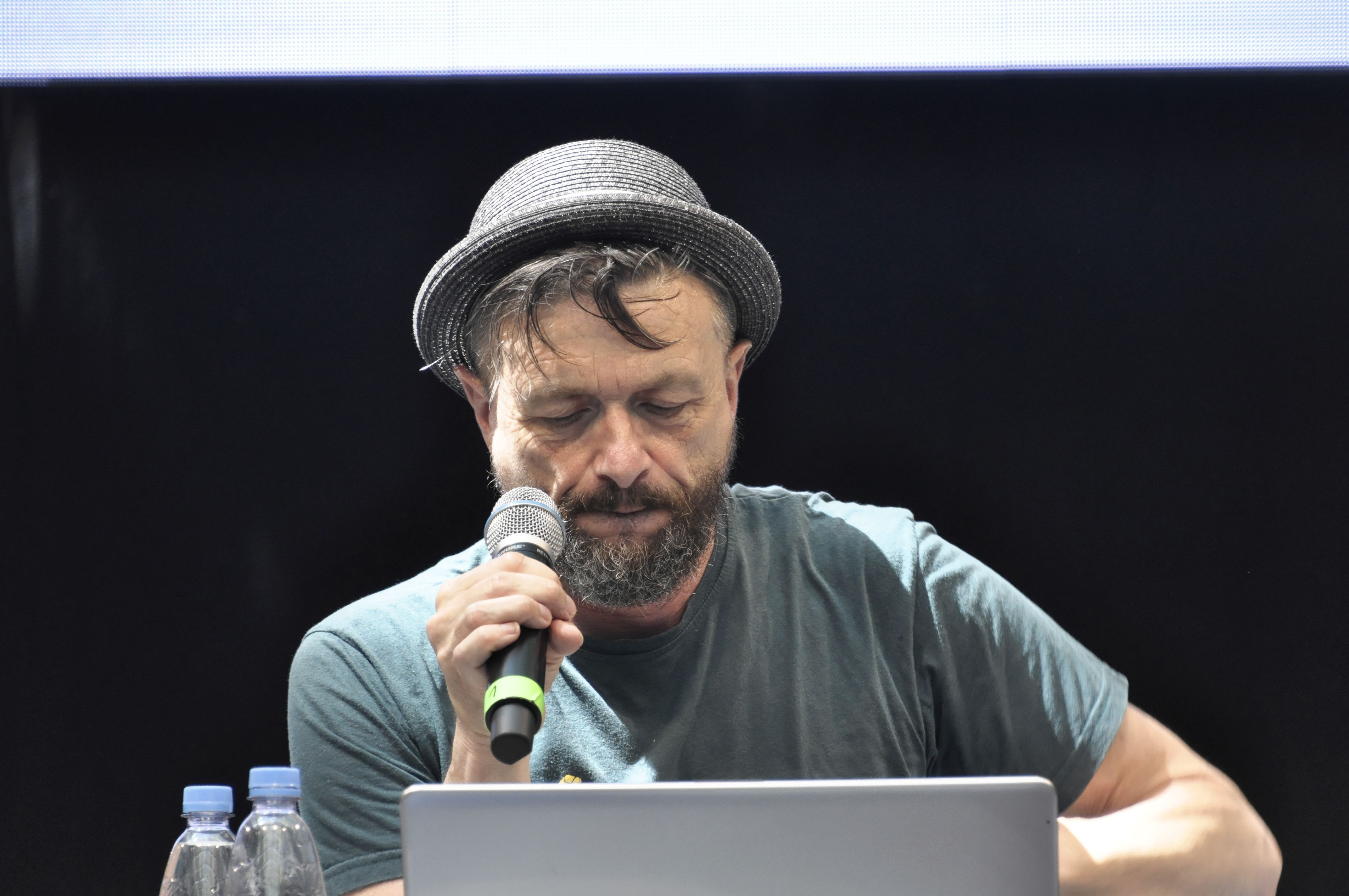
Ralf König liest auf der Comic Con Germany Stuttgart 2019

Ralf König (* 8. August 1960 in Soest, Westfalen) ist ein deutscher Comicautor und Comiczeichner.

## Leben und Werk
König wuchs im westfälischen Werl-Westönnen auf, besuchte die Overberg-Hauptschule in Werl und absolvierte im Anschluss eine Tischlerlehre. 1979, während seines Coming-outs, angestoßen durch Rosa von Praunheims Buch Sex und Karriere, veröffentlichte er erste kurze, vor dem Hintergrund der politischen Schwulenbewegung teilweise sehr engagierte Comic-Storys in dem Münchener Underground-Magazin Zomix sowie der Schwulenzeitschrift Rosa Flieder. Er holte seine Mittlere Reife nach und studierte von 1981 bis 1986 an der Staatlichen Kunstakademie Düsseldorf mit dem Schwerpunkt Freie Kunst.
1981 erschienen Sarius, Das sensationelle Comic-Book und SchwulComix, drei erste Comic-Hefte, deren sich zwischen Naturalismus und Underground bewegende Ästhetik die Suche nach einem individuellen künstlerischen Ausdruck dokumentieren. Für die Zeitschrift Arbeit und Sicherheit im deutschen Bergbau entstand 1983 als Auftragsarbeit die Serie Bodo und Heinz (bis 1985).
Mit dem Band SchwulComix 2, 1984 in dem Berliner Szeneverlag Rosa Winkel erschienen, fand König zu einer eigenen Stilistik und seinem Hauptthema: In pointierten Kurzgeschichten, die von dem zeichnerischen Minimalismus der Französin Claire Bretécher beeinflusst sind, porträtierte er selbstironisch und mit satirischem Augenzwinkern den Alltag der schwulen Subkultur. Zwei weitere SchwulComix-Alben (später nachgedruckt unter den Titeln Zitronenröllchen, Silvestertuntenball und Sahneschnittchen) folgten 1985 und 1986 und machten König als einen Chronisten der Schwulenbewegung einem wachsenden Publikum bekannt.
Mit Kondom des Grauens, einer Krimiparodie mit Anklängen an den Ton des Film noir, entstand 1987 eine erste längere Comic-Erzählung (1990 fortgesetzt mit Bis auf die Knochen), noch im selben Jahr gefolgt von Der bewegte Mann beim Rowohlt Verlag. Diese erste deutsche Graphic Novel war Königs erster Lang-Comic bei einem großen Publikumsverlag und bescherte ihm eine breite Leserschaft jenseits der Schwulenszene. Von da an konnte König von seinen Publikationen leben. Eine Fortsetzung erschien im folgenden Jahr unter dem Titel Pretty Baby. 1994 wurden die Comics Der bewegte Mann und Pretty Baby unter dem Titel Der bewegte Mann von Sönke Wortmann mit Til Schweiger, Joachim Król und Katja Riemann in den Hauptrollen verfilmt und mit 6,5 Millionen Zuschauern zum bis dahin dritterfolgreichsten deutschen Film der Kinogeschichte. Er wurde in 47 Ländern gezeigt und 1995 mit dem Bundesfilmpreis ausgezeichnet. 2017 wurde Der bewegte Mann – Das Musical in Hamburg aufgeführt, Ralf König war aber nicht in die Produktion involviert.

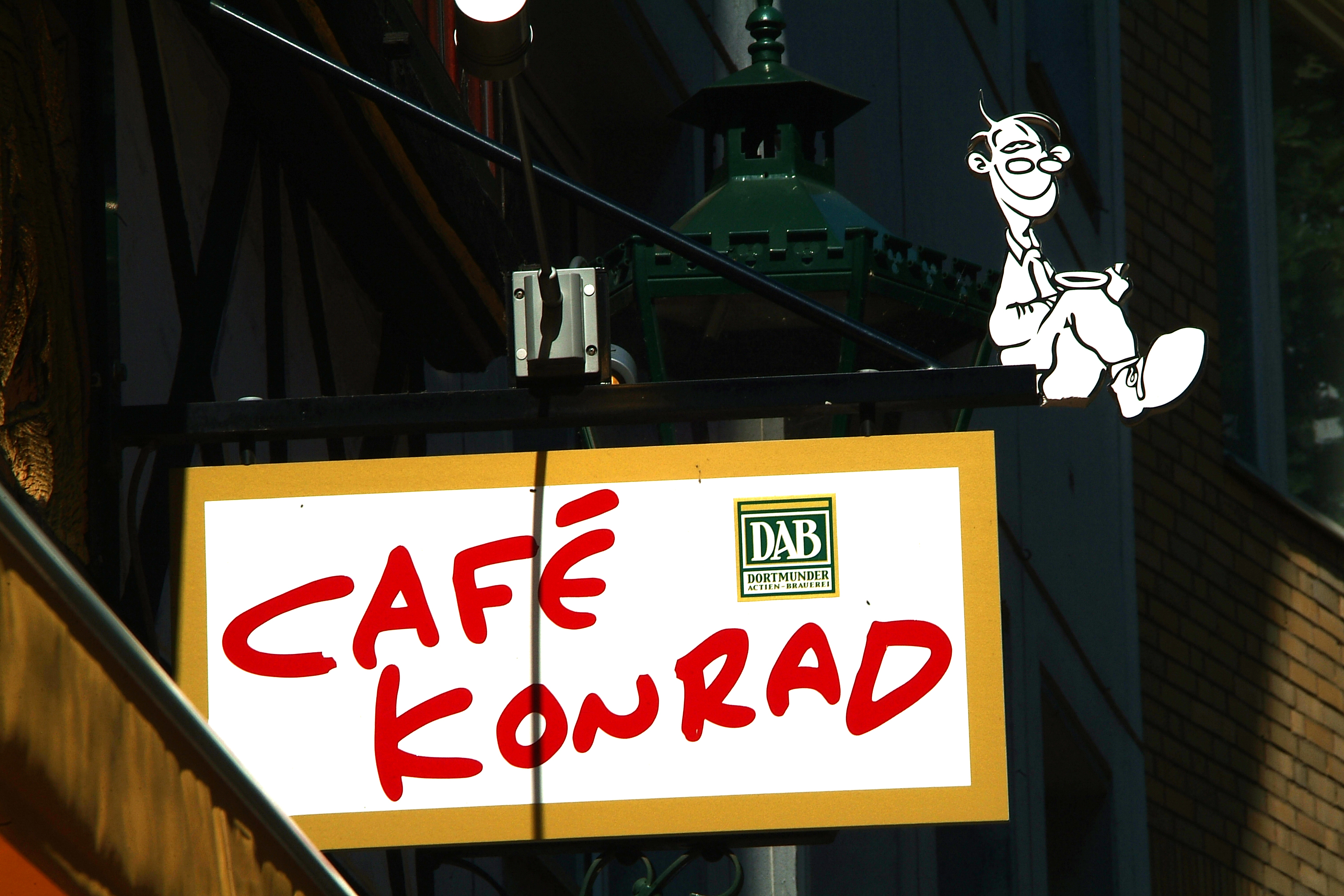
Die Figur des kaffeetrinkenden Konrad am Café Konrad in der Altstadt von Hannover

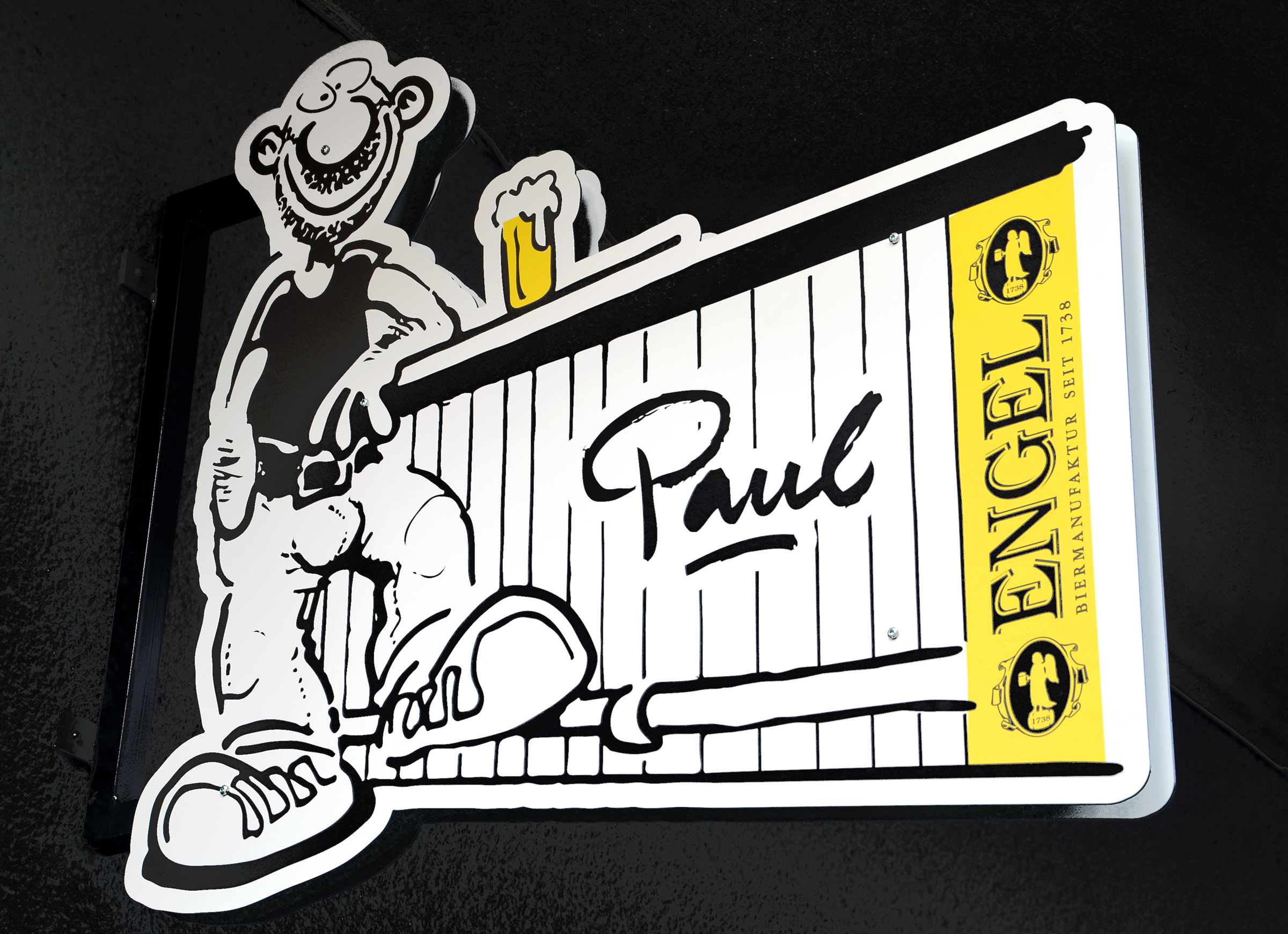
Pendant in Hannover für die Gaststätte Paul

Wandmalerei von Ralf König im Schwulenviertel der Brüsseler Innenstadt, beschmiert mit den Worten „Transphobie!“ und „Racist!“

Neben der Kurzgeschichte hat König zu einem zweiten Erzählformat gefunden, dem epischen Comic-Roman. Darin adaptierte er auf satirische Weise Klassiker wie Aristophanes (Lysistrata, 1987, verfilmt 2002) und Shakespeare (Jago, 1998). In Jago verwob er die Handlung gleich mehrerer Motive aus Dramen und Tragödien Shakespeares (Othello, Macbeth, Romeo und Julia und Ein Sommernachtstraum – die drei Macbeth-Hexen zu Beginn und am Ende von Jago sind ein Gastbeitrag des Comiczeichners Walter Moers). Häufig wiederkehrende Figuren sind das ungleiche Knollennasenpaar Konrad und Paul (1990 für die Zeitschrift Magnus entstanden). Beide zusammen stellen mit ihren unterschiedlichen Charakterzügen gleichsam das Alter ego ihres Zeichners dar – durch sie kann er eine Chronik schwulen Alltags zeichnen. Im Band Super Paradise (1999) etwa setzte er sich mit dem Thema AIDS auseinander, in Sie dürfen sich jetzt küssen (2003) mit der Homoehe. Konrad Stubenburg und Paul Niemöser kamen 2014 in zwei neuen Büchern erneut zum Zuge: Konrad & Paul: Raumstation Sehnsucht (eine Adaption von Tennessee Williams’ Drama Endstation Sehnsucht) und Barry Hoden – Im Weltall hört dich keiner grunzen. In seinem 2017 erschienenen Comic Herbst in der Hose setzt sich König durch seine Figur Paul Niemöser mit der sich verändernden Sexualität in der zweiten Lebenshälfte auseinander. Paul kommt in diesem ernsthaft-komischen Comic in die „Andropause“ (Klimakterium virile), die dramatisierend mit kommentierenden Kapitelüberschriften auf einer zweiten Erzählebene einem Chor der griechischen Tragödie im wahrsten Wortsinne in den Mund gelegt werden.
Im Jahr 1989 gestaltete König acht Comic-Hefte zum Thema Prävention für die Deutsche Aidshilfe. Einen neuen Weg beschritt er 2004 mit der Serie Roy & Al, in deren Mittelpunkt die beiden Hunde eines schwulen Paares stehen. In seinem bislang umfangreichsten Werk, der 2005 und 2006 in zwei Bänden erschienenen Erzählung Dschinn Dschinn, beschäftigte er sich mit dem Islamismus. Neben regelmäßig erscheinenden neuen Comic-Romanen zeichnete König monatlich Kurzgeschichten für die Zeitschriften Männer aktuell (Zeitschrift eingestellt 2017) und Fluide Glacial, die in Alben wie Suck my Duck! (2004), Trojanische Hengste (2006) und Stutenkerle (2008) gesammelt nachgedruckt werden.
Rosa von Praunheim drehte den Dokumentarfilm König des Comics (2012) über König, sein Leben und Werk. Der Film hatte seine Uraufführung 2012 bei den Internationalen Filmfestspielen von Berlin.
Mit seinen witzigen, oft auch hintersinnigen, bewegenden Geschichten hat sich Ralf König stets gegen Vorurteile gegenüber Schwulen und Lesben engagiert. Er gehörte lokalen Schwulengruppen an, ist Mitglied der Homosexuellen Selbsthilfe und des Lesben- und Schwulenverbands in Deutschland. Außerdem unterstützt er mit seiner Arbeit immer wieder die Schwulenemanzipation und die Präventionsarbeit der AIDS-Hilfen. Er ist Förderer der Akademie Waldschlösschen, auf die er in verschiedenen Comics Bezug nimmt.
Seine Bücher wurden in 15 Sprachen übersetzt. Mit einer Gesamtauflage von fast sieben Millionen Exemplaren ist er heute der weltweit populärste Autor explizit schwuler Geschichten. Vier seiner Werke wurden für das Kino verfilmt, etliche als Puppenspiel oder Theaterstück aufgeführt.

## Auszeichnungen
1992 wurde König während des Internationalen Comic-Salons in Erlangen in der Kategorie „Bester deutscher Comic-Zeichner“ mit dem Max-und-Moritz-Preis ausgezeichnet, dem zahlreiche internationale Preise folgten. So erhielt er 2005 auf dem Internationalen Comicfestival von Angoulême den Prix du scenario für das beste Szenario der französischen Übersetzung von Wie die Karnickel sowie in Lucca den «Premio miglior storia lunga» für die italienische Ausgabe von Bullenklöten.
2006 erhielt Ralf König für seine gezeichneten Kommentare zum Karikaturenstreit abermals den Max-und-Moritz-Preis (Spezialpreis der Jury) für sein Engagement in dem Konflikt um die 2005 von der dänischen Zeitung Jyllands-Posten veröffentlichten Mohammed-Cartoons. 2017 wurde König mit dem Wilhelm-Busch-Preis ausgezeichnet.

## Verschiedenes
Seit September 2007 ist König Mitglied des Beirats der Giordano-Bruno-Stiftung. Anlässlich der Bekanntgabe seiner Mitgliedschaft im Stiftungsbeirat wurde auf der Website der Religionsfreien Zone der religionskritische König-Comic Der neue Bund veröffentlicht. Der zweiseitige Comic-Strip verbindet Königs altes politisches Thema, den Kampf gegen Homophobie, mit seinem neuen Schwerpunktthema „Religionskritik“, dem er sich auch in seinem Strip Prototyp widmete, seiner Version der Schöpfungsgeschichte, die im September 2007 über zwei Wochen lang anstelle von Volker Reiches Strizz im Feuilleton der FAZ und ein Jahr später auch als Buch erschien. Am 6. Januar 2009 startete, ebenfalls in der FAZ, von dienstags bis freitags der religionskritische Comic-Strip Archetyp um Noah und die Arche Noah. Der evangelikale christliche Medienverbund KEP äußerte sich über die Serien Prototyp und Archetyp empört; er sehe darin religiöse Gefühle verletzt.
Im November 2007 erschien sein Comic Hempels Sofa, in dem er erstmals eine heterosexuelle Frau (mit Schwierigkeiten beim Suchen und Finden der Liebe) zur Hauptperson machte.
Seit November 2017 ist König Botschafter von intaktiv e. V., eines Vereins, der sich gegen rituelle Beschneidung von männlichen Kindern ausspricht.

## Gescheiterter Indizierungsantrag und Beschlagnahme
In den 1990er Jahren wurden Indizierungsanträge gegen einige Bücher gestellt. Besonders bemühte sich darum das bayerische Landesjugendamt. Die geforderte Indizierung des Titels Bullenklöten (1992) lehnte die Bundesprüfstelle für jugendgefährdende Schriften jedoch unter Berufung auf den Kunstvorbehalt ab, zumal die Comics von König ohnehin nicht an Kinder als Publikum gerichtet waren.
Trotzdem fand 1996 auf Anordnung der Staatsanwaltschaft Meiningen eine bundesweite Ermittlungs- und Beschlagnahmeaktion in über 1.000 Buchhandlungen statt, die sich neben anderen Comics (darunter auch Art Spiegelmans Maus – Die Geschichte eines Überlebenden) unter anderem gegen den Band Kondom des Grauens richtete. Der Börsenverein des Deutschen Buchhandels kritisierte dies als „Eingriff in die Kunst- und Meinungsfreiheit“ und befürchtete, dass kleine Buchhändler aus Angst vor Repression nun diese Bücher nicht mehr anbieten würden.

## Werke

### Comics
- Sarius, 1981, Vogel Verlag.
- Das sensationelle Comic-Book, 1981, Vogel Verlag.
- SchwulComix, 1981, Verlag Rosa Winkel.
- SchwulComix 2, 1984, Verlag Rosa Winkel.
- Macho Comix, 1984 (Bob Camble).
- SchwulComix 3, 1985, Verlag Rosa Winkel.
- SchwulComix 4, 1986, Verlag Rosa Winkel.
- Kondom des Grauens, 1987, Vogel Verlag.
- Der bewegte Mann, Rowohlt, Reinbek bei Hamburg 1987, ISBN 978-3-499-13450-0.
- Lysistrata, Rowohlt, Reinbek bei Hamburg 1987, ISBN 978-3-499-13452-4.
- Pretty Baby, (Fortsetzung von Der bewegte Mann), Rowohlt, Reinbek bei Hamburg 1988, ISBN 978-3-499-13451-7.
- Safere Zeiten, 1988, Vogel Verlag.
- Macho Comics, 1989, Vogel Verlag, Neuauflage.
- Beach Boys, Rowohlt, Reinbek bei Hamburg 1989, ISBN 978-3-499-13457-9.
- Prall aus dem Leben, 1989, Carlsen.
- Bis auf die Knochen, 1990 (Edition Kunst der Comics) (Fortsetzung von Kondom des Grauens).
- Heiße Herzen, (mit Detlev Meyer), Rowohlt, Reinbek bei Hamburg 1990, ISBN 978-3-499-13453-1.
- Zitronenröllchen, 1990, Carlsen.
- Schwulxx-Comix, 1990 (Edition Kunst der Comics) (mit Walter Moers).
- Deutsche Tuntenpost, 1991 (Janssen Verlag).
- Silvestertuntenball, 1991, Carlsen (Remake von Schwulcomix 3).
- Bullenklöten!, 1992, MännerschwarmSkript.
- Sahneschnittchen, 1992, Carlsen (Remake von Schwulcomix 4).
- … und das mit links!, 1993 (Janssen Verlag).
- Konrad und Paul, 1993, Carlsen.
- Konrad und Paul 2, 1994, Carlsen.
- Konrad und Paul 3, 1996, Carlsen.
- Jago, Rowohlt, Reinbek bei Hamburg 1998, ISBN 978-3-499-22392-1.
- Superparadise, 1999, MännerschwarmSkript (Fortsetzung von Bullenklöten).
- Poppers! Rimming! Tittentrimm!, 2001, MännerschwarmSkript.
- Wie die Karnickel, 2002 (Achterbahn).
- Sie dürfen sich jetzt küssen, (dritter Teil zu Bullenklöten), Rowohlt, Reinbek bei Hamburg 2003, ISBN 978-3-499-61483-5.
- Suck my duck, 2004, MännerschwarmSkript.
- Roy und Al, 2004, MännerschwarmSkript.
- Dschinn Dschinn 1. Der Zauber des Schabbar, Rowohlt, Reinbek bei Hamburg 2005, ISBN 978-3-499-23959-5.
- Trojanische Hengste, 2006, Männerschwarm Verlag.
- Dschinn Dschinn 2. Schleierzwang im Sündenpfuhl, Rowohlt, Reinbek bei Hamburg 2006, ISBN 978-3-499-24215-1.
- Hempels Sofa, Rowohlt, Reinbek bei Hamburg 2007, ISBN 978-3-499-24529-9.
- Stutenkerle, 2008, Männerschwarm Verlag.
- Prototyp, Rowohlt, Reinbek bei Hamburg 2008, ISBN 978-3-498-03542-6.
- Schillerlöckchen, 2009, Männerschwarm Verlag.
- Archetyp, Rowohlt, Reinbek bei Hamburg 2009, ISBN 978-3-498-03549-5.
- Antityp, Rowohlt, Reinbek bei Hamburg 2010, ISBN 978-3-498-03551-8.
- Der Dicke König, 2011 (Ehapa Comic Collection) (Neuauflage von Suck my Duck, Trojanische Hengste, Stutenkerle, Schillerlöckchen und Poppers! Rimming! Tittentrimm!. Erweitert wurde das ganze mit Königs Beitrag zu „Wilhelm Busch und die Folgen“, einem Wilhelm-Busch-Zweiseiter mit dem Titel „Wiedersehn in Wiedensahl“ und einigen Einzelillustrationen, die das Buch „Der dicke König“ in Kapitel gliedern.).
- Elftausend Jungfrauen, Rowohlt, Reinbek bei Hamburg 2012, ISBN 978-3-498-03558-7.
- Götterspeise, Männerschwarm, Hamburg, 2012, ISBN 978-3-86300-125-4[15].
- Konrad und Paul – ist der Ruf erst ruiniert …, 2013 (Neuauflage von Konrad und Paul 1-3 mit einer neuen Geschichte).
- Super Paradise, 2013 (Männerschwarm Sonderausgabe)
- Der junge König, Band 1, 2014 (Männerschwarm) Die frühen Comix 1980–1984  (Neuauflage von Schwulcomix 1 und 2 sowie Ergänzungen von Zeitschriftenveröffentlichungen und Auszügen aus dem Comic-Book).
- Konrad & Paul: Raumstation Sehnsucht, Rowohlt, Reinbek bei Hamburg 2014, ISBN 978-3-498-03568-6.
- Barry Hoden – Im Weltall hört dich keiner grunzen, Männerschwarm, Hamburg 2014, ISBN 978-3-86300-180-3.
- Der junge König, Band 2, 2015 (Männerschwarm) Die Vollendung der Knollennasen 1985–1987 (Neuauflage Schwulcomix 3 & 4 dazu Bodo und Heinz und alle Storys mit Norbert Brommer, sowie unveröffentlichtes.).
- Pornstory (Mit sozialethisch desorientierenden Abbildungen von Mahler), Rowohlt, Reinbek bei Hamburg 2015, ISBN 978-3-498-03571-6.
- Der junge König, Bd. 3, 2016 (Männerschwarm) Die Nasen werden bunt 1988–1990 (Neuauflage von Comics, Cartoons, Critzeleien, Prall aus dem Leben, Zitronenröllchen sowie die gemeinsam mit Walter Moers gezeichneten Schwulxx-Comix).
- Der bewegte Mann / Pretty Baby, Jubiläumsausgabe – 30 Jahre „Der bewegte Mann“, mit Zusatzmaterial, Rowohlt, Reinbek bei Hamburg 2017, ISBN 978-3-499-29125-8.
- Herbst in der Hose, Rowohlt, Reinbek bei Hamburg 2017, ISBN 978-3-498-03575-4.
- Santa Claus Junior, Rowohlt, Reinbek bei Hamburg 2017, ISBN 978-3-499-29082-4.
- Stehaufmännchen, Rowohlt, Hamburg 2019, ISBN 978-3-498-03581-5.
- Stell dich nicht an, Mann!, Rowohlt, Hamburg 2019, ISBN 978-3-499-00016-4.
- Ralf König, Mary Shelley: Die Unheimlichen. Frankenstein nach Mary Shelley. Hrsg.: Isabel Kreitz. 1.  Auflage. Carlsen Verlag, Hamburg 2020, ISBN 978-3-551-71354-4, S. 64 (carlsen.de).
- Vervirte Zeiten, Rowohlt, Hamburg 2021, ISBN 978-3-498-00211-4.
- Zarter Schmelz: Lucky Luke Hommage 5, Egmont Comic Collection, Berlin 2021, ISBN 978-3-7704-0500-8.
- ABBA HALLO!, Rowohlt, Hamburg 2023, ISBN 978-3-498-00347-0.
- Harter Psücharter, Egmont Comic Collection, Berlin 2024, ISBN 978-3-7704-0899-3

### Comicserien
- Bodo und Heinz, 1983–1986
- Konrad und Paul, seit 1990
- Roy & Al, seit 2003
- Prototyp, 10-teilig, im September 2007 in der FAZ erschienen[7]
- Archetyp, erschienen von Januar bis April 2009 in der FAZ

### Filme nach Vorlagen von Ralf König
- Der bewegte Mann, 1994
- Kondom des Grauens, 1996 (Drehbuch von Ralf König)
- Wie die Karnickel, 2002 (Drehbuch von Ralf König)
- Lisístrata, Spanien 2002 (nach Lysistrata)

### Ausstellungen (und Kataloge)

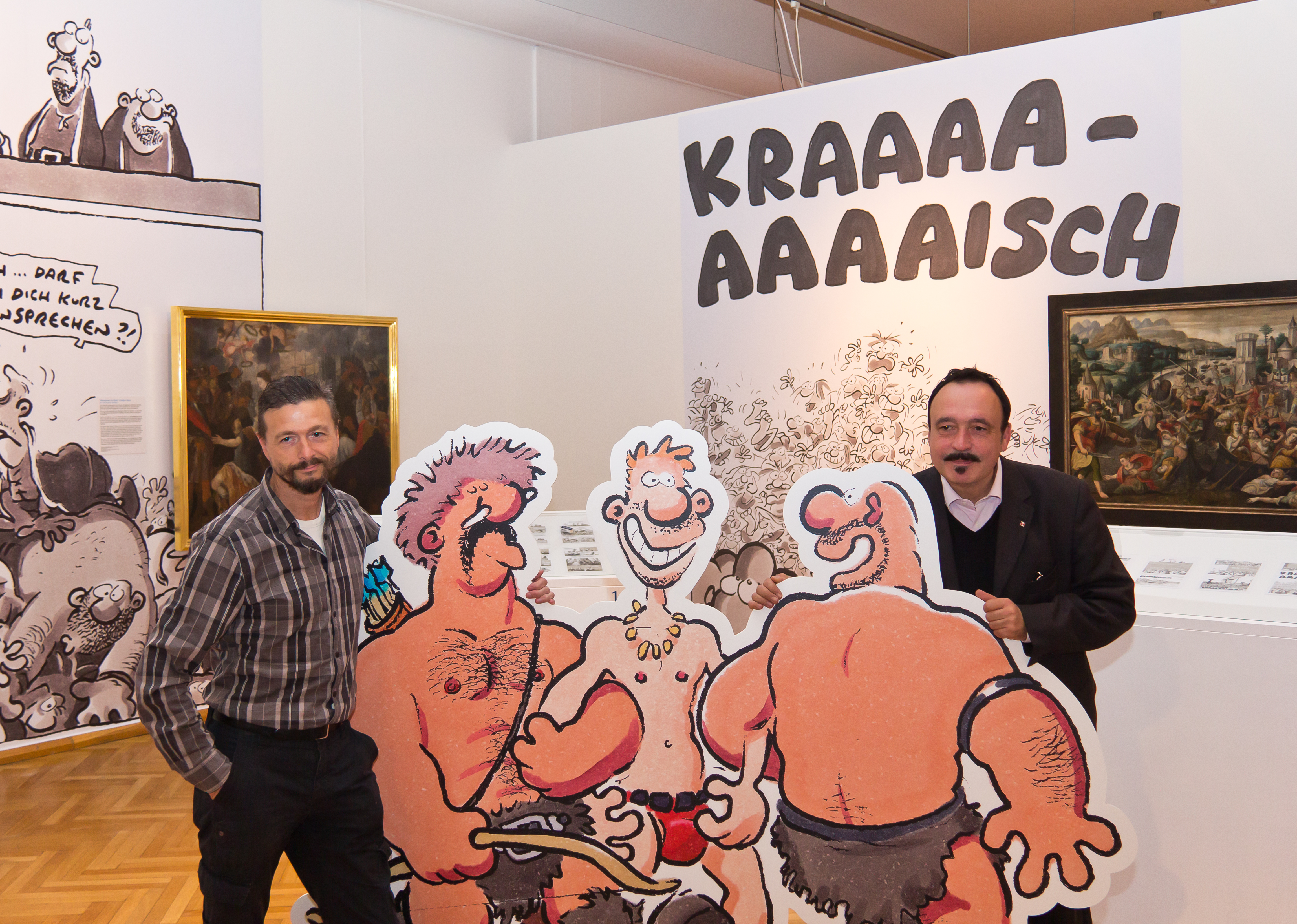
Ralf König (links) zusammen mit dem Direktor des Kölnischen Stadtmuseums, Mario Kramp in der Ausstellung Das Ursula-Projekt. Elftausend Jungfrauen.

- 1988: Comix, Cartoons, Critzeleien – Katalog zur Ausstellung, (Janssen Verlag)
- 1996: Sahnesteif. Die Krönung von Ralf König – Katalog zur Ausstellung (Edition Kunst der Comix)
- 2009/2010: Der Eros der Nasen – Comics von Ralf König, Ludwig Galerie Schloss Oberhausen, 19. September 2009 bis 24. Januar 2010
- 2010: Ich komm mir vor wie ‘ne Witzfigur! – 50 Jahre Ralf König, Schwules Museum Berlin, 14. Juli bis 4. Oktober 2010
- 2011: Ralf König. Gottes Werk und Königs Beitrag, Cartoonmuseum Basel, 11. Juni 2011 bis 23. Oktober 2011
- 2012/13: Elftausend Jungfrauen. Ralf König: Das Ursula-Projekt, 13. Oktober 2012 bis 9. Februar 2013, im Kölnischen Stadtmuseum[16]
- 2014: Ralf König – Paul versus Paulus, 27. März bis 3. August 2014 im Caricatura Museum Frankfurt.[17]

### Sonstige Werke
- Skat- und Doppelkopfspiel, 1986 (Lambda Edition)
- Set mit 18 Comicpostkarten, 1988 (Janssen Verlag)
- Echte Kerle, 1995  (Eichborn) (Wandkalender 1996)
- Strunzgeil, 1996  (Eichborn) (Wandkalender 1997)
- Shakespeare mit Nase, 1997  (Eichborn) (Wandkalender 1998)
- 10 Millionen Jahre WeltGAYschichte, 2002 (Achterbahn) (Wandkalender 2003)
- Schutzengel GmbH & Co. 2004 (Achterbahn) (Wandkalender 2005)
- Der heilige Antonius vom Wienerwald, 2008 (Kabinett für Wort und Bild) (Heft 10 der Automatenhefte)

### Illustrationen
- Fiona Lorenz: Wozu brauche ich einen Gott? Gespräche mit Abtrünnigen und Ungläubigen. rororo, Reinbek bei Hamburg 2009, ISBN 978-3-499-62473-5.

## Auszeichnungen
- 1988: Joop Klepzeiker Prijs, Amsterdam
- 1990: „Bester deutscher Comic-Zeichner“, 2e Salon Européen de la BD de Grenoble
- 1992: Max-und-Moritz-Preis – Bester deutschsprachiger Comic-Künstler, Comic-Salon Erlangen
- 1992: Mejor Obra Extranjera publicada en España („Bester in Spanien veröffentlichter ausländischer Comic“) für El condón asesino (Kondom des Grauens), Salón Internacional del Cómic de Barcelona
- 1994 & 1995 erhält der Film  Der bewegte Mann zahlreiche Auszeichnungen
- 2002: Goldener RIK, Publikumspreis der Rik, Köln
- 2004: Zivilcouragepreis des CSD Berlin
- 2005: Prix du scenario („Preis für das beste Szenario“) für Comme des lapins (Wie die Karnickel), Festival International de la Bande Dessinée d’Angoulême
- 2005: Premio miglior storia lunga („Erster Preis für lange Geschichten“) für Palle di toro (Bullenklöten), Lucca Comics & Games
- 2006: Max-und-Moritz-Preis – Spezialpreis der Jury, „für seine künstlerische Stellungnahme im Streit um die Mohammed-Karikaturen“, Comic-Salon Erlangen
- 2008: Rosa-Courage-Preis
- 2009: Sondermann – Bester nationaler Comic für Prototyp
- 2009: Gache Wurzn für Zivilcourage des bayrischen Bundes für Geistesfreiheit[18]
- 2010:  Rosa Courage Preis der Stadt Osnabrück,[19] „für Engagement für die Rechte von Lesben und Schwulen“
- 2010: Max-und-Moritz-Preis – Bester Comic-Strip für Prototyp und Archetyp in der FAZ
- 2010: Kompassnadel des Schwulen Netzwerks NRW
- 2014: Max-und-Moritz Sonderpreis für ein herausragendes Lebenswerk[20]
- 2017: Wilhelm-Busch-Preis[21]

## Dokumentarfilme
- Ralf König – oder wie der Meister der Knollennasen auf die Religion gekommen ist! Gespräch mit Video-Einspielungen, Frankreich, Deutschland, 2012, 43 Min., Moderation: Anja Höfer, Produktion: arte France, Redaktion: Square, Erstsendung: 23. Juni 2013 bei arte, Film-Informationen und Video-Ausschnitte auf arte.
- König des Comics, Dokumentarfilm, Deutschland, 2012, 80 Min., Buch und Regie: Rosa von Praunheim, Produktion: Rosa von Praunheim Filmproduktion, ZDF, arte, Kinostart: 23. Februar 2012, Erstsendung: 2. Februar 2013 bei arte, Inhaltsangabe von ARD.